# 대한민국 교육인적자원부
교육인적자원부(敎育人的資源部, Ministry of Education & Human Resources Development)는 인적 자원 개발 정책의 수립·총괄·조정, 학교의 교육·평생 교육 및 학술에 관한 사무를 담당하는 대한민국의 옛 중앙행정기관이다. 2001년 1월 29일 교육부를 개편하여 발족하였으며 2008년 2월 28일 과학기술부와 통합하여 교육과학기술부로 개편되어 폐지되었다.

## 설치 근거 및 소관 업무
- 정부조직법 [법률 제6400호, 2001.01.29 일부개정] 제19조의2[1] 및 제26조 및 제28조[2]
- 교육인적자원부와그소속기관직제 [대통령령 제17115호, 2001.01.29 제정] 제3조[3]

## 연혁
- 2001년 1월 29일 - 교육부를 폐지하고 교육인적자원부를 신설. 교육인적자원부 장관을 부총리급으로 승격.
- 2008년 2월 28일 - 과학기술부와 통합하여 교육과학기술부로 개편.

## 조직
| - 감사관 ( 2001.01 ~ 2008.02 ) - 공보관 ( 2001.01 ~ 2005.04 ) - 교원소청심사위원회 ( 2005.07 ~ 2008.02 ) - 교원징계재심위원회 ( 2001.01 ~ 2005.07 ) - 교육인적자원연수원 ( 2005.01 ~ 2008.02 ) - 교육자치지원국 ( 2001.01 ~ 2003.07 ) - 국립특수교육원 ( 2001.01 ~ 2008.02 ) | - 국사편찬위원회 ( 2001.01 ~ 2008.02 ) - 국제교육정보화국 ( 2003.07 ~ 2008.02 ) - 국제교육정보화기획관 ( 2001.01 ~ 2003.07 ) - 국제교육진흥원 ( 2001.01 ~ 2008.02 ) - 기획관리실 ( 2001.01 ~ 2005.04 ) - 대학지원국 ( 2001.01 ~ 2004.03 ) - 대학지원국 ( 2005.08 ~ 2008.02 ) | - 대학혁신추진단 ( 2005.08 ~ 2008.02 ) - 운영지원팀 ( 2005.08 ~ 2008.02 ) - 인적자원개발국 ( 2004.03 ~ 2005.08 ) - 인적자원관리국 ( 2004.03 ~ 2005.08 ) - 인적자원정책국 ( 2001.01 ~ 2004.03 ) - 인적자원정책국 ( 2005.08 ~ 2007.07 ) - 인적자원총괄국 ( 2004.03 ~ 2005.08 ) | - 일본역사교과서왜곡대책반 ( 2000.01 ~ 2008.02 ) - 정책홍보관리실 ( 2005.04 ~ 2008.02 ) - 총무과 ( 2001.01 ~ 2005.08 ) - 평생직업교육국 ( 2001.01 ~ 2004.03 ) - 평생학습국 ( 2005.08 ~ 2007.07 ) - 학교정책실 ( 2001.01 ~ 2008.02 ) - 학술원사무국 ( 2001.01 ~ 2008.02 ) - 혁신인사기획관 ( 2005.08 ~ 2008.02 ) |

## 역대 장·차관

### 부총리 겸 교육인적자원부 장관
| 정부        | 대수      | 이름           | 임기                              | 출신지                     | 출신학교 | 비고 |
| ----------- | --------- | -------------- | --------------------------------- | -------------------------- | -------- | --- |
| 국민의 정부 | 초대      | 한완상(韓完相) | 2001년 1월 29일 ~ 2002년 1월 28일 | 충남 당진                  | 서울대   | 상지대 총장&한성대 총장&통일부총리&경제정의실천시민연합 이사장&대한적십자사 총재                        |
| 국민의 정부 | 2대       | 이상주(李相周) | 2002년 1월 29일 ~ 2003년 3월 6일  | 경북 월성 (현 경북 경주)   | 서울대   | 서울대 교수&강원대 총장&울산대 총장&대통령비서실 교육문화수석비서관&대통령비서실장&한국정신문화연구원장 |
| 참여 정부   | 3대       | 윤덕홍(尹德弘) | 2003년 3월 7일 ~ 2003년 12월 23일 | 경북 대구 (현 경북과 분리) | 서울대   | 대구대 총장&민주당 최고위원&한국학중앙연구원장                                                          |
| 참여 정부   | 4대       | 안병영(安秉永) | 2003년 12월 24일 ~ 2005년 1월 4일 | 경기 경성 (현 서울)        | 연세대   | 연세대 교수&한국행정학회장&한국사회과학연구협의회장                                                     |
| 참여 정부   | 5대       | 이기준(李基俊) | 2005년 1월 5일 ~ 2005년 1월 10일  | 경기 경성 (현 서울)        | 서울대   | 서울대 교수·총장&한국공학한림원장&한국산업기술재단 이사장&한국과학기술단체총연합회장                    |
| 참여 정부   | 직무 대행 | 김영식(金永植) | 2005년 1월 11일 ~ 2005년 1월 27일 | 경남 거제                  | 부산대   | 교육인적자원부 고등교육지원국장·기획관리실장·교육부 차관                                                |
| 참여 정부   | 6대       | 김진표(金振杓) | 2005년 1월 28일 ~ 2006년 7월 20일 | 경기 수원                  | 서울대   | 대통령비서실 정책기획수석비서관&국무조정실장&경제부총리&제17·18·19대 국회의원                           |
| 참여 정부   | 7대       | 김병준(金秉準) | 2006년 7월 21일 ~ 2006년 8월 8일  | 경북 고령                  | 영남대   | 국민대 교수&대통령비서실 정책특별보좌관·정책실장&정부혁신지방분권위원회 위원장                          |
| 참여 정부   | 직무 대행 | 이종서(李鍾瑞) | 2006년 8월 9일 ~ 2006년 9월 19일  | 충남 대전 (현 충남과 분리) | 서울대   | 교육부 차관·교육정책기획관·고등교육지원국장&교원소청심사위원회 위원장                                   |
| 참여 정부   | 8대       | 김신일(金信一) | 2006년 9월 20일 ~ 2008년 2월 5일  | 충북 청주                  | 서울대   | 서울대 교수&한국사회교육협회장&한국교육학회장                                                           |
| 참여 정부   | 직무 대행 | 서남수(徐南洙) | 2008년 2월 6일 ~ 2008년 2월 28일  | 서울                       | 서울대   | 위덕대 총장&교육인적자원부 차관&교육부 장관&서울장학재단 이사                                           |

### 교육인적자원부 차관
| 정부        | 대수 | 이름           | 임기                              | 출신지                     | 출신학교 | 비고                                                                                          |
| ----------- | ---- | -------------- | --------------------------------- | -------------------------- | -------- | --------------------------------------------------------------------------------------------- |
| 국민의 정부 | 초대 | 김상권(金相權) | 2001년 1월 29일 ~ 2001년 6월 2일  | 전남 해남                  | 국제대   | 사학연금관리공단 이사장                                                                       |
| 국민의 정부 | 2대  | 최희선(崔熙善) | 2001년 6월 2일 ~ 2002년 4월 2일   | 경기 경성 (현 서울)        | 서울대   | 경인교대 교수&한국교육행정학회장                                                              |
| 국민의 정부 | 3대  | 김신복(金信福) | 2002년 4월 2일 ~ 2003년 3월 10일  | 전남 신안                  | 서울대   | 서울대 부총장&한국교육행정학회장&한국학술단체연합회장                                         |
| 참여 정부   | 4대  | 서범석(徐凡錫) | 2003년 3월 10일 ~ 2004년 7월 20일 | 전남 광양                  | 서울대   | 서울특별시교육청 부교육감&대통령비서실 교육비서관&사법개혁위원회 위원                         |
| 참여 정부   | 5대  | 김영식(金永植) | 2004년 7월 20일 ~ 2006년 1월 31일 | 경남 거제                  | 부산대   | 교육인적자원부 고등교육지원국장·기획관리실장                                                  |
| 참여 정부   | 6대  | 이기우(李基雨) | 2006년 2월 1일 ~ 2006년 3월 15일  | 경남 거제                  | 안양대   | 국무총리비서실장&교육부 지방교육행정국장&교육인적자원부 기획관리실장&한국전문대학교육협의회장 |
| 참여 정부   | 7대  | 이종서(李鍾瑞) | 2006년 3월 22일 ~ 2007년 6월 20일 | 충남 대전 (현 충남과 분리) | 서울대   | 교육부 교육정책기획관·고등교육지원국장&교원소청심사위원회 위원장                              |
| 참여 정부   | 8대  | 서남수(徐南洙) | 2007년 6월 21일 ~ 2008년 2월 9일  | 서울                       | 서울대   | 위덕대 총장&교육인적자원부 차관보&교육부 장관&서울장학재단 이사                               |